# Tutto tace
Tutto tace è un LP della Hardcore punk band ferrarese Impact.

## Brani
1. Per sempre senza vie d'uscita, (2:37)
2. Inganno senza fine, (2:31)
3. Perso tra i miei incubi, (3:03)
4. Attraverso i miei segreti, (2:09)
5. Nessuna verità, (4:29)
6. Fuori dal cerchio, (3:26)
7. Nuove emozioni, (3:05)
8. Ciò che può, (2:02)
9. Tutto tace, (2:57)
10. Krotalo (endtro), (3:02)